# Emiratos Árabes Unidos en los Juegos Paralímpicos de Río de Janeiro 2016
Los Emiratos Árabes Unidos estuvieron representados en los Juegos Paralímpicos de Londres 2012 por 18 deportistas, 12 hombres y seis mujeres.

## Medallistas
El equipo paralímpico emiratí obtuvo las siguientes medallas:
| Nombre                 | Deporte                   | Evento                                      |
| ---------------------- | ------------------------- | ------------------------------------------- |
| Oro                    |                           |                                             |
| Mohamed Hamadi         | Atletismo                 | 800 m T34 masculino                         |
| Mohamed Jamis Jalaf    | Levantamiento de potencia | –88 kg masculino                            |
| Plata                  |                           |                                             |
| Nura Al-Ktebi          | Atletismo                 | Peso F32 femenino                           |
| Abdulá Sultan Alaryani | Tiro                      | Rifle de aire de pie 10 m SH1 masculino     |
| Abdulá Sultan Alaryani | Tiro                      | Rifle en tres posiciones 50 m SH1 masculino |
| Abdulá Sultan Alaryani | Tiro                      | Rifle en posición tendida 50 m SH1 mixto    |
| Bronce                 |                           |                                             |
| Sara Al-Senani         | Atletismo                 | Peso F33 femenino                           |